# Delphinium halteratum
Delphinium halteratum är en ranunkelväxtart. Delphinium halteratum ingår i släktet storriddarsporrar, och familjen ranunkelväxter.

## Underarter
Arten delas in i följande underarter:
- D. h. halteratum
- D. h. verdunense

## Bildgalleri

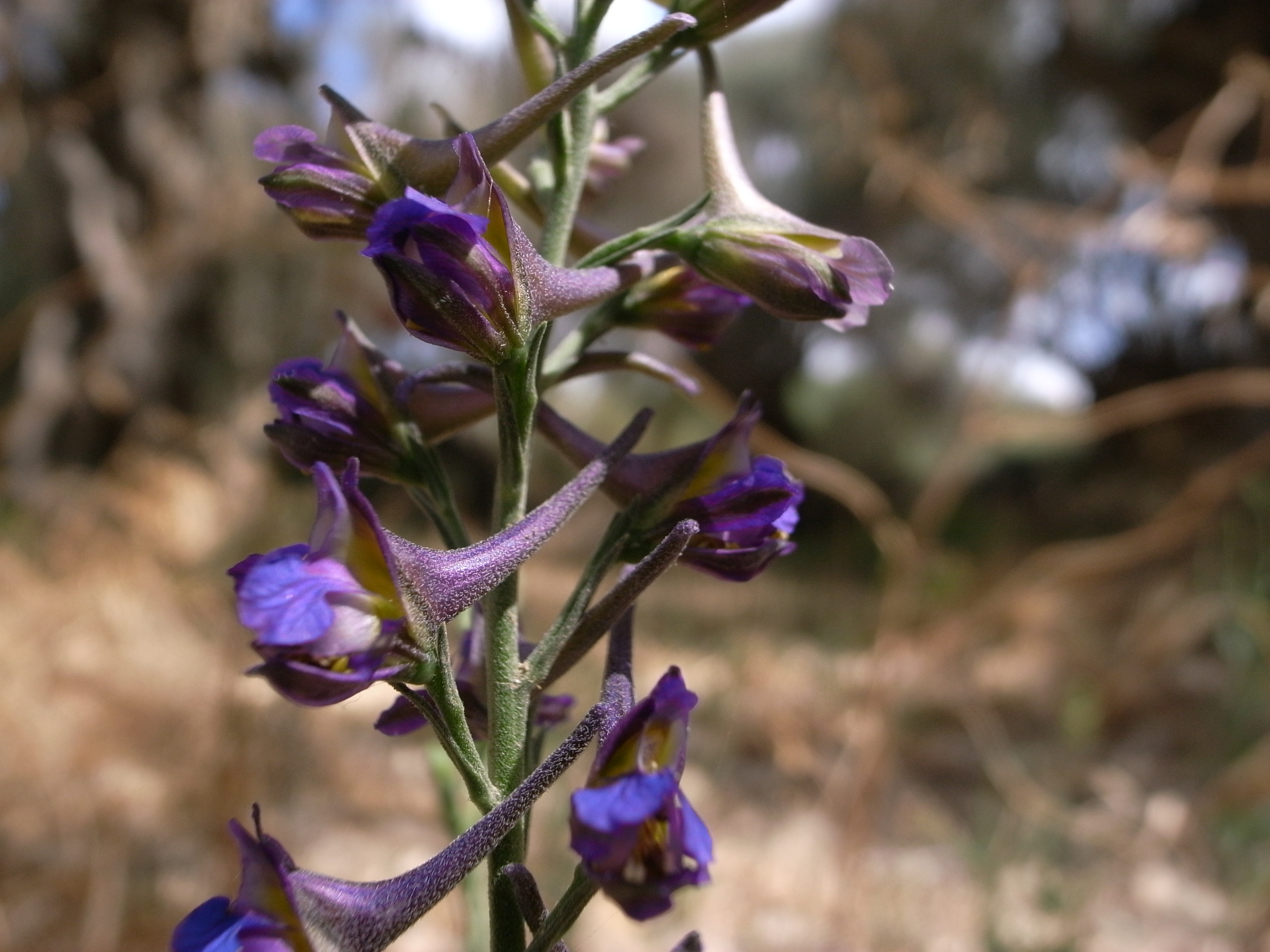
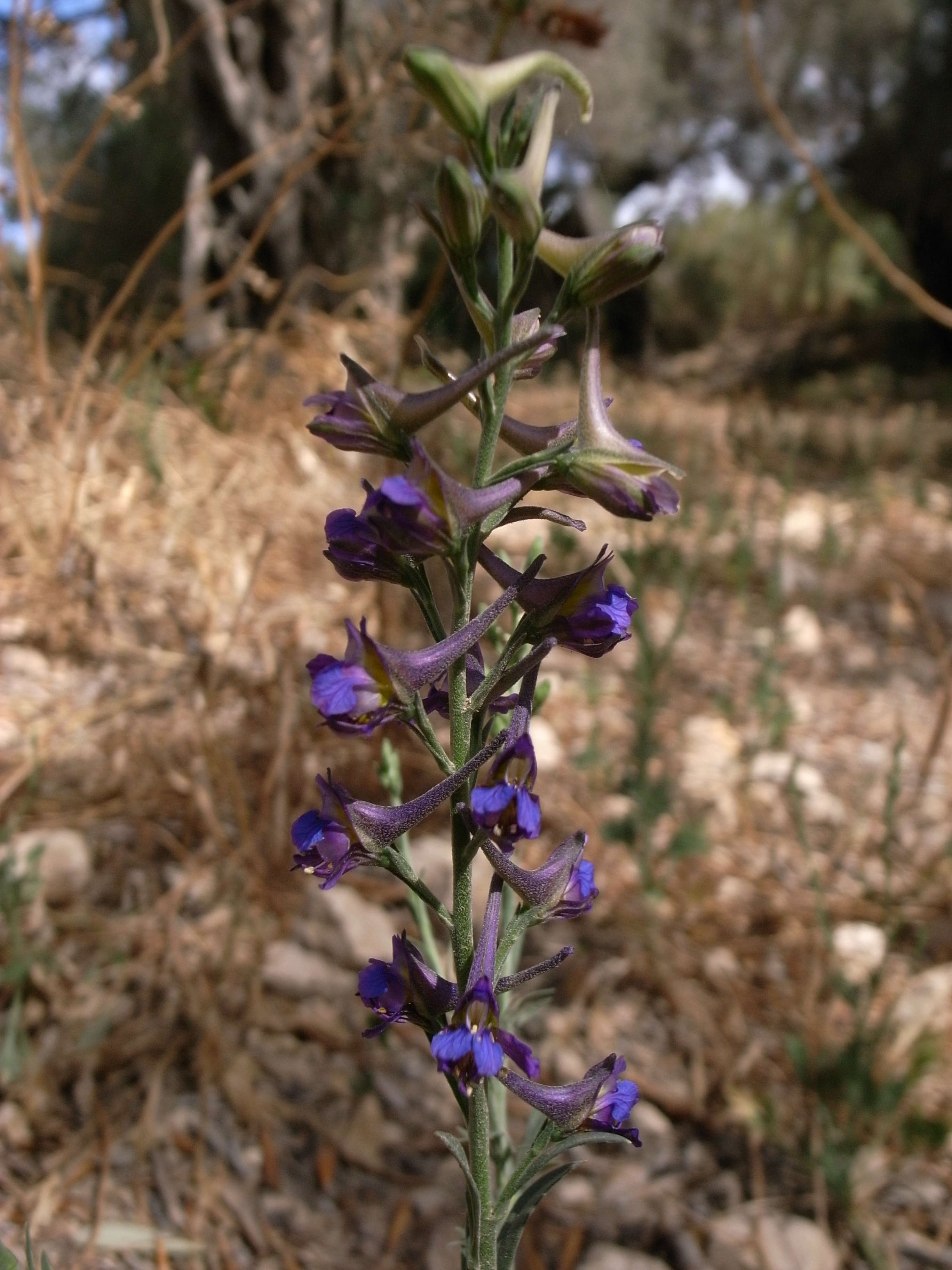
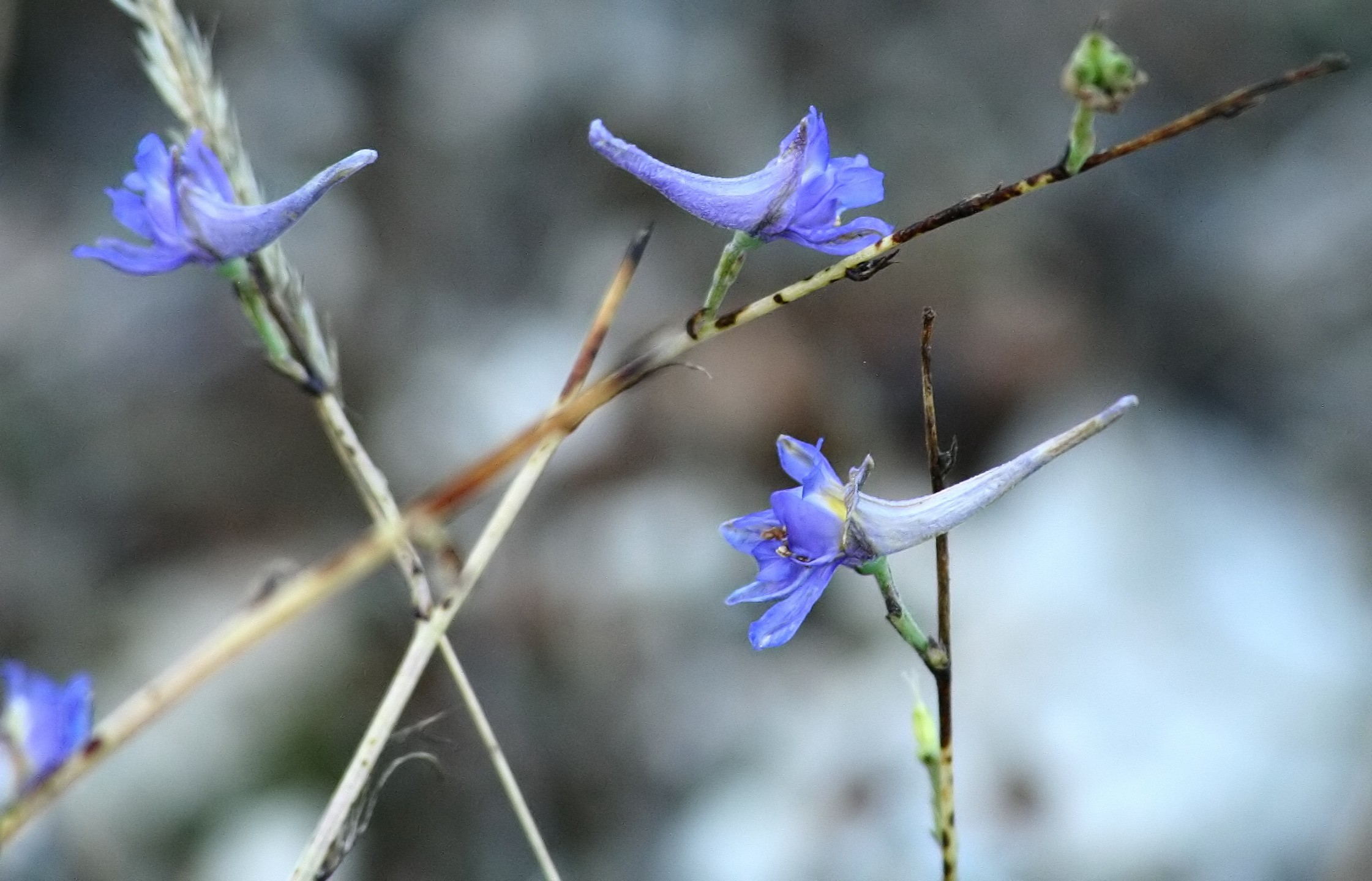